# Valdek (železniční zastávka)
Valdek (do roku 1945 německy Waldecke) je železniční zastávka, která leží severně od stejnojmenné vesnice, ale nachází se na katastrálním území Království ve městě Šluknov okrese Děčín. Leží v km 4,528 železniční trati Rumburk–Sebnitz, která byla zprovozněna v roce 1873. Zastávka pod tehdejším názvem Waldecke byla dána do provozu 1. července 1897.
Železniční trať prošla modernizací v roce 2014. Původní typizovaný strážní domek byl snesen a nahrazen unifikovaným betonovým přístřeškem.

## Popis zastávky
V zastávce se nachází sypané nástupiště o délce 100 m, nástupní hrana je ve výšce 250 mm nad temenem kolejnice.
V blízkosti zastávky se v km 4,556 nachází přejezd P3537, na kterém trať kříží silnice II/266. Přejezd je vybaven světelným přejezdovým zabezpečovacím zařízením se závorami.